# Chaspuzac

Chaspuzac este o comună în departamentul Haute-Loire, Franța. În 2009 avea o populație de 662 de locuitori.